# Anastasio Alberto Ballestrero

Ballestreros Kardinalswappen

 Anastasio Alberto Kardinal Ballestrero OCD (* 3. Oktober 1913 in  Genua, Italien; † 21. Juni 1998 in Bocca di Magra) war Erzbischof von Turin.

## Leben
Alberto Ballestrero trat 1928 in den Karmeliterorden ein, nahm den Ordensnamen Anastasio an und studierte in verschiedenen Häusern seines Ordens Katholische Theologie. Er empfing am 6. Juni 1936 das Sakrament der Priesterweihe und arbeitete anschließend als Lehrer und Dozent in mehreren Einrichtungen des Karmeliterordens. Darüber hinaus nahm er Leitungsaufgaben in der Ausbildung des Ordensnachwuchses wahr. Von 1939 bis 1942 war er als Novizenmeister tätig, von 1942 bis 1948 als Prior und von 1948 bis 1955 als Provinzial. Von 1955 bis 1967 war er Generaloberer des Karmeliterordens. In dieser Zeit gelang es ihm, fast alle 350 Konvente und 850 Klöster seines Ordens auf der ganzen Welt zu besuchen. Lediglich das kommunistische Regime Ungarns untersagte ihm die Einreise. Anastasio Alberto Ballestrero nahm in den Jahren 1962 bis 1965 am Zweiten Vatikanischen Konzil teil.
Am 21. Dezember 1973 ernannte ihn Papst Paul VI. zum Erzbischof von Bari. Die Bischofsweihe empfing Anastasio Alberto Ballestrero am 2. Februar 1974 durch den Präfekten der Kongregation für die Bischöfe, Sebastiano Kardinal Baggio. Mitkonsekratoren waren der Weihbischof in Bari, Michele Mincuzzi, und der Bischof von Terracina-Latina, Priverno und Sezze, Enrico Romolo Compagnone OCD.
Am 1. August 1977 übertrug ihm der Papst die Leitung des Erzbistums Turin. Papst Johannes Paul II. nahm Anastasio Alberto Ballestrero am 30. Juni 1979 als Kardinalpriester mit der Titelkirche Santa Maria sopra Minerva in das Kardinalskollegium auf und betraute ihn in den folgenden Jahren mit zahlreichen Repräsentationsaufgaben. Unter Ballestreros Ägide wurde 1978 das Turiner Grabtuch erstmals seit 45 Jahren wieder öffentlich ausgestellt und durch vierzig US-amerikanische Wissenschaftler des „Shroud of Turin Research Project“ (STURP-Team) eingehend wissenschaftlich untersucht, sowie 1988 die Gewebeprobe aus dem Grabtuch für eine Radiokarbondatierung entnommen.
Anastasio Alberto Ballestrero leitete zwischen Mai 1979 und Juli 1985 die Italienische Bischofskonferenz, deren Vizepräsident er zuvor seit Mai 1978 war. Er legte die Leitung des Erzbistums Turin am 31. Januar 1989 aus Altersgründen nieder. Kardinal Ballestrero starb am 21. Juni 1998 in der Abtei Heilig Kreuz zu Fortino Santa Maria, Bocca di Magra. Bestattet wurde er im Karmeliterkloster von Varazze.
Am 4. Februar 2014 wurde der diözesane Seligsprechungsprozess eröffnet.

## Schriften (Auswahl)
- An den Quellen des Karmel. Kommentar zur ursprünglichen Regel des Ordens der Seligen Jungfrau Maria vom Berge Karmel. Aus dem Italienischen von Sr. M. Ancilla Oberkofler OCD. Klein-Theresien-Karmel Rankweil 2011.